# مرز شمال غربی (فیلم)
مرز شمال غربی (انگلیسی: North West Frontier) فیلمی در ژانر ماجرایی به کارگردانی جی. لی تامپسون است که در سال ۱۹۵۹ منتشر شد.
از بازیگران آن می‌توان به کنت مور، لورن باکال، هربرت لام و ایان هانتر اشاره کرد.

## داستان
در سال ۱۹۰۵، افسری انگلیسی در جریان یک شورش، یک شاهزاده جوان هندو را در سفری خطرناک با قطار همراهی می‌کند.